# غزو شمال فيتنام للاوس
دعم شمال فيتنام الباثيت لاو للقتال ضد مملكة لاوس بين 1958-1959. سمحت السيطرة على لاوس بالبناء النهائي لممر هو تشي منه الذي سيكون بمثابة طريق الإمداد الرئيسي لأنشطة الفيت كونغ والجيش الفيتنامي الشمالي في فيتنام الجنوبية. على هذا النحو، فإن دعم الباثيت لاو للقتال ضد مملكة لاوس من قبل فيتنام الشمالية كان حاسمًا في الانتصار الشيوعي عام 1975 حيث كان بإمكان القوات الفيتنامية الجنوبية والأمريكية منع تقدم أي قوات للفيتكونغ والجيش الفيتنامي الشمالي على خط عرض 17، والمعروف أيضًا باسم المنطقة منزوعة السلاح، وهو شريط ضيق من الأرض بين شمال وجنوب فيتنام كان يخضع لحراسة مشددة من كلا الجانبين. كما ساعد الدعم الفينامي الشمالي الباثيت لاو على هزيمة مملكة لاوس، على الرغم من أن مملكة لاوس حظيت بدعم أمريكي.

## خلفية
أعلن سوفانا فوما أنه بإجراء الانتخابات أوفت حكومة لاو الملكية بالالتزامات السياسية التي أخذتها على عاتقها في جنيف، وأجلت لجنة المراقبة الدولية (ICC) إلى أجل غير مسمى.  أغضب فوي، الذي كان أقل دقة في الحفاظ على حياد لاوس من سلفه، موسكو وهانوي من خلال قبول دبلوماسيين من تايبيه وسايغون. 
احتج الاتحاد السوفيتي وفيتنام الشمالية، اللذان كانا مستائين بالفعل من رحيل لجنة المراقبة الدولية، التي اعتبروا نفوذها مقيدًا.  أبرمت الولايات المتحدة اتفاقية مع فرنسا قللت من دور البعثة العسكرية الفرنسية ووسعت من دور مكتب تقييم البرامج، الذي شرع في تعزيز كبير لموظفيه ووظائفه. 

## احتلال قرى لاو (ديسمبر 1958)
كان احتلال الفيتناميين الشماليين وقوات الأمن باثيت لاو في ديسمبر 1958 لعدة قرى في منطقة تشيبوني بالقرب من المنطقة المنزوعة السلاح بين شمال فيتنام وجنوبها تطورًا ينذر بالسوء.  احتجت حكومة لاوس على الفور على رفع العلم الفيتنامي الشمالي على أراضي لاوس.  زعمت هانوي أن القرى كانت تاريخياً جزءًا من فيتنام. 
كانت هذه مطالب متواضعة بالتأكيد - ومع ذلك، فقد مثلت إعادة تفسير من جانب واحد للخريطة الفرنسية التي استخدمتها لجنة الهدنة في ترونغ جيا في صيف عام 1954 لرسم المنطقة منزوعة السلاح، مدعومة بقوة السلاح، لم تكن أقل من العدوان.  تلقى فوي صلاحيات استثنائية من الجمعية الوطنية للتعامل مع الأزمة.  لكن الفشل في استعادة أراضيهم المفقودة أثار حفيظة القوميين اللاوسيين، الذين كانوا يأملون في الحصول على درجة أكبر من المساعدة الأمريكية. 

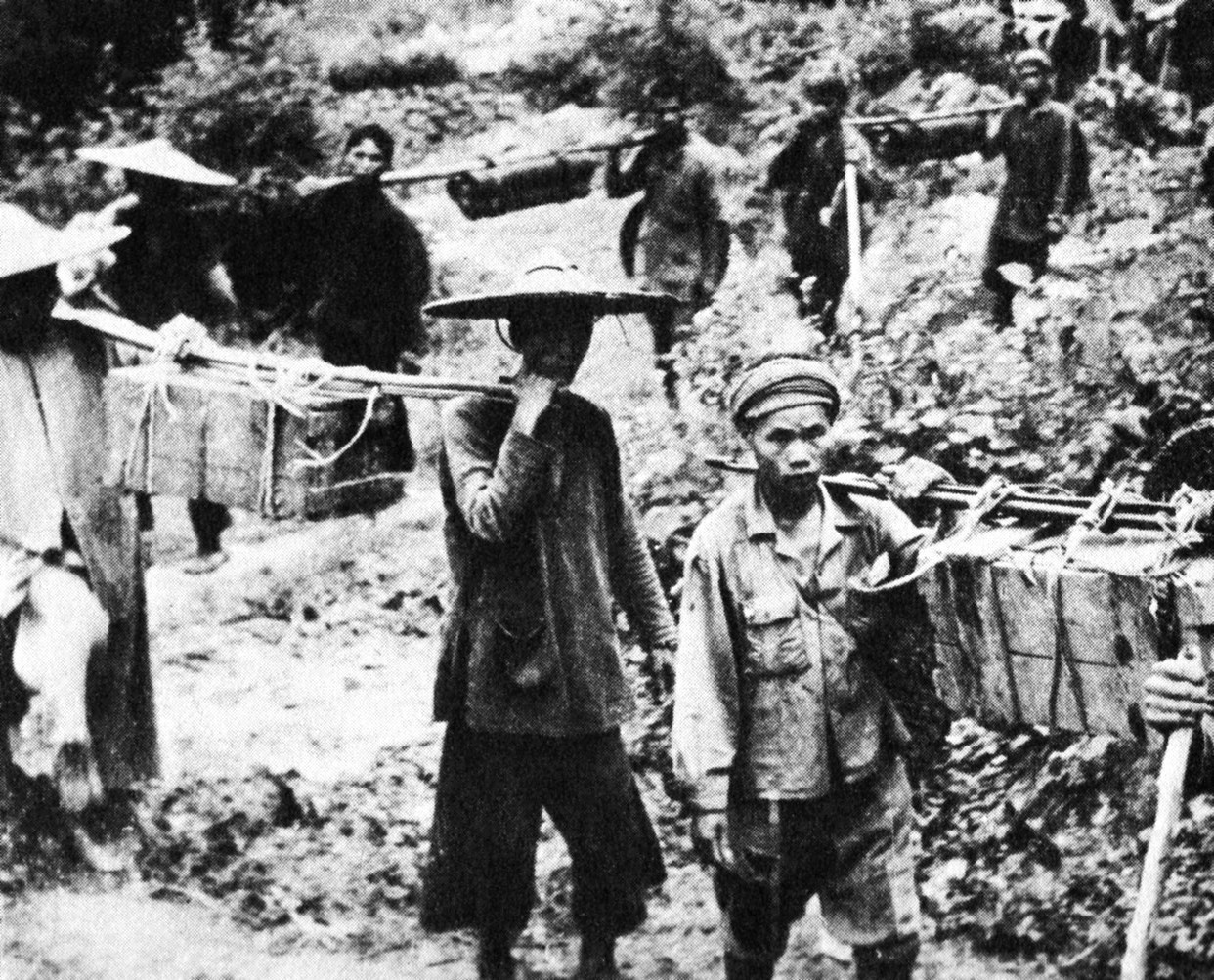
مسار هوشي منه حوالي عام 1959

كان أحد الانشغالات الرئيسية لواشنطن هو الخطر المتمثل في أن جيش لاو الملكي سوف يدمج قوات الباثيت لاو دون ضمان "فحصهم وإعادة عقيدتهم".  صدرت تعليمات للسفارة بإخبار الحكومة أنه سيكون من الصعب الحصول على موافقة الكونجرس على مساعدة لاوس مع وجود الشيوعيين في جيش لاو الملكي.  قبل الدمج النهائي لـ 1500 من قوات الباثيت لاو (كتيبتان) في الجيش اللاوسي كما هو مخطط في مايو 1959، استخدم الباثيت لاو مراوغة حول رتب الضباط لتأخير المراسم النهائية. 
عندما اجتاحت الأمطار الموسمية سهل الجرار في إحدى الليالي، تراجعت إحدى الكتيبتين، وتبعتها الأخرى بعد فترة وجيزة، بالقرب من لوانغفرابانغ.  أشار الحدث إلى استئناف الأعمال العدائية.  في يوليو، أمرت حكومة فوي، بعد مداولات مطولة في مجلس الوزراء، باعتقال نواب حزب التحرير الليبرالي في فينتيان - سوبانوفونغ، ونوهاك، وفومي فونغفيتشيت، وفون سيباسيوت، وسيثون كومادان، وسينغ كابو، وآخرين. في حين تهرب تياو سوك فونجساك من الاعتقال. 

## هجوم فيتنام الشمالية والباثيت لاو (1959)

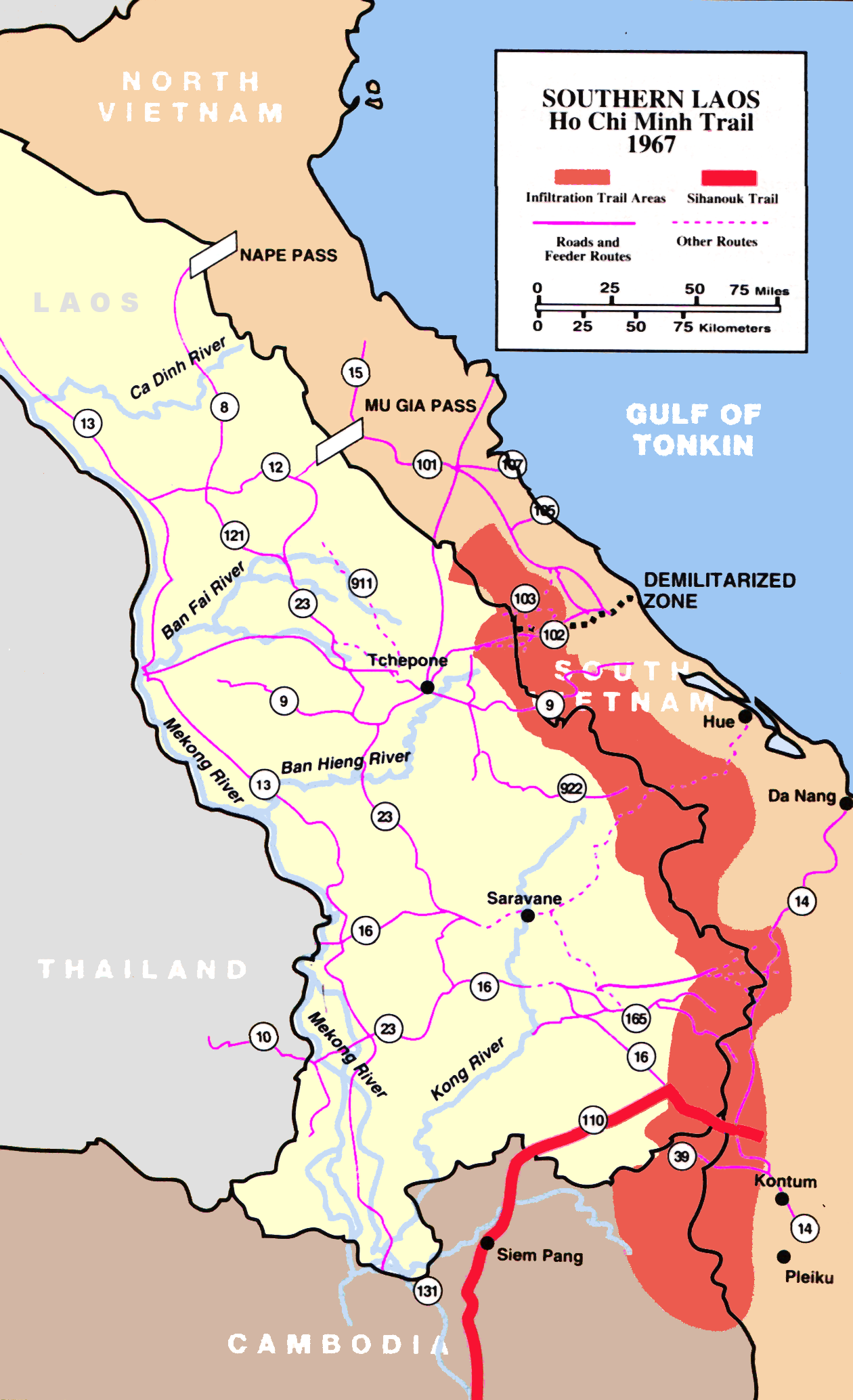
ممر هوشي منه يمر عبر لاوس، 1967.

اندلع القتال على طول الحدود مع شمال فيتنام.  شاركت الوحدات النظامية للجيش الفيتنامي الشمالي في هجمات 28-31 يوليو 1959.  أسست هذه العمليات نمطًا لقوات فيتنام الشمالية التي تقود الهجوم على نقطة دفاع قوية، ثم تتراجع وتترك الباثيت لاو في مواقعها بمجرد كسر المقاومين.  كان للتكتيك ميزة إخفاء الوجود الفيتنامي الشمالي عن الأنظار. 
شائعات الفيتناميين الشماليين في المنطقة المجاورة غالبًا ما كان لها تأثير مرعب.  من بين الرجال الذين سمعوا مثل هذه الشائعات في جبال مقاطعة هوافان في ذلك الصيف، كان قائدًا شابًا في الجيش الملكي اللاوي يدعى كونغ لي.  كان لدى كونغ لي سريتان من كتيبة المظليين الثانية في دورية على الحدود الفيتنامية الشمالية.  عندما عادوا إلى سام نوا دون مواجهة العدو، وجدوا أن الحامية قد انهارت، تاركة المدينة بلا دفاع. 
بدأت المشاركة الفيتنامية الشمالية المباشرة في لاوس تأخذ شكلاً آخر حيث كان من الصعب إثبات العدوان.  بعد شهرين من مؤتمر جنيف لعام 1954 حول الهند الصينية، أنشأ الفيتناميون الشماليون مجموعة دعم صغيرة تعرف باسم المجموعة 100، على حدود تانه هوا - هوا فان في بان ناميو. قدمت هذه الوحدة الدعم اللوجستي وغيره لقوات الباثيت لاو. 
في ضوء العودة إلى استراتيجية القتال، قررت الأحزاب الفيتنامية الشمالية ولاوس إنشاء وحدة مطورة.  الوحدة الجديدة، المعروفة باسم المجموعة 959، ومقرها في نا كاي، داخل حدود هوا فان، بدأت العمل في سبتمبر 1959.  تزامن تأسيسها مع جهد كبير لتوسيع قوات الباثيت لاو الصغيرة حتى الآن. 
وفقًا لتاريخ رسمي نُشر بعد الحرب، كانت مهمتها "العمل كمتخصصين في اللجنة العسكرية والقيادة العليا لجيش تحرير لاو الشعبي، وتنظيم توريد العتاد الفيتنامي للثورة اللاوسية والقيادة المباشرة للوحدات التطوعية الفيتنامية العاملة. في سام نوا وزيانغهوانغ وفيينتيان".  كانت هذه الإجراءات انتهاكًا للالتزام الذي تعهدت به حكومة هوشي منه كمشارك في مؤتمر جنيف لعام 1954 بالامتناع عن أي تدخل في الشؤون الداخلية للاوس. 
كانت استراتيجية الحزب الفيتنامي قد حُددت الآن فيما يتعلق بفيتنام الجنوبية.  في الوقت نفسه، حدد الحزب دورًا للباثيت لاو داعمًا لفيتنام الشمالية، بالإضافة إلى دورi كقائد للثورة في لاوس.  فتحت استراتيجية هانوي المسارات الأولى عبر التضاريس الوعرة للغاية في منطقة إكسيبون في منتصف عام 1959 فيما سيصبح لاحقا ممر هو تشي منه. 
مات فيتسارات وسيسافانج فونج، نائب الملك والملك، في غضون أسبوعين من بعضهما البعض في أكتوبر 1959. 